# Galumna triquetra
Galumna triquetra är en kvalsterart som beskrevs av Aoki 1965. Galumna triquetra ingår i släktet Galumna och familjen Galumnidae. Inga underarter finns listade i Catalogue of Life.